# ساویرویل (آلاباما)
ساویرویل (به انگلیسی: Sawyerville) یک منطقهٔ مسکونی در ایالات متحده آمریکا است که در شهرستان هالی، آلاباما واقع شده‌است. ساویرویل ۱٬۷۹۵ نفر جمعیت دارد و ۶۸٫۸۹ متر بالاتر از سطح دریا واقع شده‌است.